# Matt Murphy (musicista statunitense)
Matthew Tyler Murphy, noto come Matt Guitar Murphy (Sunflower, 29 dicembre 1929 – Miami, 15 giugno 2018), è stato un chitarrista blues statunitense, famoso per aver suonato nei Blues Brothers, e per aver interpretato se stesso negli omonimi film di John Landis del 1980 e del 1998.

## Biografia
Nacque a Sunflower, cittadina del Mississippi (Stati Uniti d'America) ma, a causa della Grande depressione, la famiglia si dovette trasferire a Memphis (Tennessee), dove il padre lavorò per il Peabody Hotel. Qui, cominciò a suonare la chitarra già da bambino, tanto che, a soli 19 anni, decise di trasferirsi a Chicago, dove entrò a far parte della appena nata blues band di Howlin' Wolf, dove cantava anche un giovane bluesman, Junior Parker.
Il successo arrivò immediatamente, tanto che gli anni cinquanta videro numerose tournée tra l'Illinois e il Tennessee con la Howlin' Wolf band, ma anche collaborazioni con il gruppo di Memphis Slim. Nel 1963, durante il Folk Blues Festival tour americano in Europa, compose il suo celebre brano "Matt's Guitar Boogie", dove i suoi virtuosismi gli diedero l'appellativo di Matt "Guitar". Gli anni sessanta videro inoltre numerose collaborazioni musicali con artisti quali Ike Turner, James Cotton, Otis Rush, Etta James, Sonny Boy Williamson II, Chuck Berry, Joe Louis Walker, Frank Zappa.

### The Blues Brothers
Nel 1978, grazie agli spettacoli televisivi del Saturday Night Live, si unì al duo comico musicale Blues Brothers, fondato da John Belushi e Dan Aykroyd. Da questa collaborazione, nacque il celebre film omonimo di John Landis del 1980, dove Matt interpretò il marito della cantante Aretha Franklin e se stesso come chitarrista. Lo stesso farà nel film Blues Brothers: Il mito continua del 2000.

### Anni recenti
Un infarto nel 2002 arrestò la sua carriera musicale, tuttavia egli si riprese e fece nuove apparizioni pubbliche, tra le più note al "Chicago Blues Festival" del 2010 e all'"Eric Clapton Crossroads Guitar Festival", al Madison Square Garden di New York City, nel 2013.
La chitarra elettrica di Matt è la Cort, modello a lui dedicato "MGM-1", con legno in agathis e manico in mogano, ma in passato usò spesso anche la Gibson SG, che si vede utilizzare con i Blues Brothers.
È morto il 15 giugno 2018 all'età di 88 anni.

## Filmografia
- The Blues Brothers (1980), nel quale egli ricopre il ruolo di cuoco in un fast food gestito dalla moglie Aretha Franklin insieme al sassofonista Lou Marini, per poi passare alla vera e propria Blues Brothers Band. In questo film è famoso il suo assolo all'inizio della canzone Sweet Home Chicago.
- Blues Brothers: Il mito continua, del 1998, dove interpreta la stessa parte.

## Discografia parziale

### Solista
- Way down south (1990)
- The blues don't bother me! (1996)
- Lucky Charm (2001)

## Blues Brothers

### Studio & live
- 1978 - Briefcase Full of Blues
- 1980 - The Blues Brothers: Original Soundtrack Recording
- 1980 - Made in America
- 1990 - Live! in Montreux (The Blues Brothers Band)
- 1992 - Red, White & Blues (The Blues Brothers Band)
- 1997 - Live from Chicago's House of Blues (Blues Brothers and Friends)
- 1998 - Blues Brothers 2000: Original Motion Picture Soundtrack

### Raccolte
- 1981 - Best of the Blues Brothers
- 1988 - Everybody Needs Blues Brothers
- 1992 - The Definitive Collection
- 1995 - The Very Best of the Blues Brothers
- 1998 - The Blues Brothers Complete
- 2003 - The Essentials
- 2005 - Gimme Some Lovin' & Other Hits